# Burg Endersbach II
Als Burg Endersbach II wird eine abgegangene, kleine Befestigungsanlage bezeichnet, die südlich von Endersbach lag, einer zur Großen Kreisstadt Weinstadt gehörenden Dorf im baden-württembergischen Rems-Murr-Kreis. Von der Burganlage haben sich keine oberirdischen Reste erhalten; über die Geschichte der Anlage ist nichts bekannt.

## Lage und Geschichte
Die Befestigung befand sich in den Burgäckern am Burgweg, einem schmalen Feldweg, der an die Neuffenstraße am südlichen Ortsrand von Endersbach anschließt.
Die Flurnamen Burgäcker, Burgweg und östlich davon Ritteräcker belegen, dass das Wissen um eine mittelalterliche Befestigung nie ganz verloren ging. Ende der 1980er Jahre stieß man bei Grabungen auf ortsfremdes Gestein in Parzelle 4546. Im Frühjahr 1989 konnte der Endersbacher Heimatkundler Hermann Schlipf eine Sondierungsgrabung etwa 18 Meter südlich des Burgwegs durchführen. Dabei stellte Schlipf in etwa 75 cm Tiefe ein Mauerfundament von 70 cm Breite und 20 cm Länge fest, dass aus unbearbeiteten Sand- und Kalksteinen bestand. Weiterhin förderte die Grabung Bruchstücke mittelalterlicher Hohl- und Flachziegel zu Tage. Nach Eugen Bellon weisen die Funde auf ein Festes Haus oder einen befestigten Bauernhof hin. Vermutlich war das untere Stockwerk gemauert, während die obere Etage aus Holz bestand. Wahrscheinlich sollte die Befestigung die Straßenverbindung zwischen Rommelshausen und der Burg Beutelsbach sichern. Ob das Gebäude zerstört, abgetragen oder nie fertiggestellt wurde, ist unklar. Weitere Untersuchungen wurden nicht vorgenommen. Ein konkretes Adelsgeschlecht kann der Anlage nicht eindeutig zugeordnet werden.